# Hermann Niebuhr
Hermann Niebuhr (Kronenburg, 14 giugno 1904 – Bad Kreuznach, 29 gennaio 1968) è stato un allenatore di pallacanestro e dirigente sportivo tedesco, considerato il "padre della pallacanestro tedesca".

## Carriera
Soprannominato "Pascha" fu pioniere del basket in Germania. È stato caposquadra non giocatore alla guida della Germania alle Olimpiadi del 1936, affiancando Hugo Murero. Dopo la guerra si impegnò per la diffusione e lo sviluppo del gioco in qualità di membro della Deutscher Basketball Bund, di cui in seguito venne eletto membro onorario.